# Actinidiaceae
Actinidiaceae é uma família de plantas angiospérmicas (plantas com flor - divisão Magnoliophyta), pertencente à ordem Ericales.
As actinidiáceas representam cerca de 360 espécies, classificadas em 3 géneros, entre as quais a planta que produz o kiwi.

## Espécies
A família Actinidiaceae possui 3 gêneros reconhecidos atualmente.
- Actinidia
- Clematoclethra
- Saurauia